# Dennis Jackson
Dennis Jackson (Birmingham, 8 de marzo de 1932 - ibídem, 21 de marzo de 2014) fue un futbolista británico que jugaba en la demarcación de defensa.

## Biografía
En agosto de 1949, a los 17 años de edad, Dennis firmó por el equipo amateur del West Bromwich Albion FC. Tres años después dejó momentáneamente su carrera como futbolista para formar parte del Ejército Británico. En junio de 1954 entrenó como prueba con el Aston Villa FC. El 1 de octubre del mismo año fichó profesionalmente por el Hednesford Town FC para los dos años siguientes. En 1956 el Aston Villa FC se hizo con sus servicios, llegando a ganar la FA Cup un año después. Posteriormente jugó para el Millwall FC durante otras dos temporadas. Finalmente en 1961 fichó por el Rugby Town FC para las cinco temporadas siguientes, retirándose como futbolista en mayo de 1966 a los 34 años de edad.
Falleció el 21 de marzo de 2014 en Birmingham a los 82 años de edad.

## Clubes
| Club               | País       | Año         |
| ------------------ | ---------- | ----------- |
| Hednesford Town FC | Inglaterra | 1954 - 1956 |
| Aston Villa FC     | Inglaterra | 1956 - 1959 |
| Millwall FC        | Inglaterra | 1959 - 1961 |
| Rugby Town FC      | Inglaterra | 1961 - 1966 |

## Palmarés

### Campeonatos nacionales
| Título | Club           | País       | Año  |
| ------ | -------------- | ---------- | ---- |
| FA Cup | Aston Villa FC | Inglaterra | 1957 |